# Friedrich Karl Anton von Dalberg
Friedrich Karl Anton von Dalberg (* 8. Oktober 1787; † 22. November 1817), mit vollem Namen: Friedrich Karl Anton Heribert Lubentius, war ein Mitglied der adeligen Familie von Dalberg und deren einziges, das den Grafentitel erlangte.

## Herkunft
Friedrich Karl Anton war ein Sohn von Friedrich Franz Karl von Dalberg (* 21. März 1751; † 8. März 1811), der 1775: Statthalter des Bischofs im Hochstift Worms und 1794 stellvertretender Hauptmann von Miltenberg wurde. Die Mutter von Friedrich Karl Anton war dessen Frau, Maria Anna (* 30. Mai 1756; † 29. September 1829), Tochter von Adolf Wilhelm von Greiffenclau zu Vollrads.

## Leben
Friedrich Karl Anton von Dalberg erhielt 1797 eine Domherrenstelle in Speyer, auf die er aber später verzichtete, entweder 1802 oder 1809.
1809 oder 1810 beerbte er den Ehemann seiner Tante Maria Anna Luise von Dalberg (* 1739; † 1805), Johann Friedrich Karl Maximilian von Ostein. Deren Ehe war kinderlos geblieben und wahrscheinlich war Friedrich Karl Anton zuvor von ihnen adoptiert worden.
Neben dem Grafentitel umfasste das Erbe die Herrschaften Datschitz und Maleschau in Böhmen sowie weitere Ländereien. Er nannte sich nun Dalberg von Ostein. Damit gehörte Friedrich Karl Anton von Dalberg zum böhmischen Herrenstand. In Österreich wurde er am 8. August 1810 als Graf anerkannt, im Königreich Bayern am 18. Juli 1816 in der Freiherrenklasse immatrikuliert. Die Osteinische Verwandtschaft bestritt das Erbrecht aber gerichtlich, was letztendlich 1810 mit einem Vergleich endete, ihn im Besitz der Herrschaften beließ, aber mit einer – in Raten zu zahlenden – Abfindung in Höhe von 319.000 Gulden belastete. Er begann Tschechisch zu lernen und versuchte für seinen jüngeren Bruder Karl Anton von Dalberg, für den er während dessen Minderjährigkeit die Vormundschaft übernommen hatte, die österreichische Staatsbürgerschaft zu erhalten.
Zu Beginn des Sechsten Koalitionskriegs 1813 trat Friedrich Karl Anton von Dalberg der österreichischen Armee bei und diente während fast des gesamten Krieges bis 1815. Unter anderem nahm er an der Schlacht bei Hanau teil. Beim Übergang über die Vogesen im Januar 1814 erlitt er Erfrierungen an den Beinen, am 1. Februar 1814 wurde er in der Schlacht bei Brienne verwundet. Auch nach dem Friedensschluss diente er als Ulan weiter beim Militär, im Regiment „Fürst zu Schwarzenberg“ Nr. 2.
Friedrich Karl Anton von Dalberg verstarb nach nur kurzer Krankheit, unerwartet und nur dreißigjährig ohne Erben. Er blieb damit der einzige aus seiner Familie, der einen Grafentitel erlangte. Erbe war sein jüngerer Bruder, Karl Anton, der zwar die Güter, nicht aber den Grafentitel erbte.